# Archdecker
Der Archdecker  war ein Schiffstyp für die Massengutfahrt, der Anfang des 20. Jahrhunderts in Großbritannien entstand. Der Name leitet sich ab von der Bauart des Schiffsrumpfes mit einer über die gesamte Laderaumlänge reichenden, seitlichen bogenförmigen (Bogen, englisch: arch) Ausbuchtung der Außenhaut. Die Ausbuchtung erhöht die Festigkeit des Längsverbands der Schiffshülle, womit verstärkende Einbauten in den Laderäumen eingespart wurden. Eingesetzt wurden die mit einer Dampfmaschine angetriebenen Schiffe meist als Colliers in der Kohlenfahrt, da das Bauprinzip selbsttrimmende Schiffe mit großen Luken erlaubte.
Der Entwurf des neuartigen Schiffstyps wurde 1910 von den Schiffbauingenieuren Ayre und Maxwell Ballard eingeführt. Das erste Schiff des Typs war die Edenor der schwedischen Reederi A/B Edenor, die im Mai 1911 nach längeren Verzögerungen von Werft Osbourne, Graham abgeliefert wurde. Ab 1911 wurde der Schiffstyp ebenfalls von der Werft Blyth Shipbuilding & Dry Docks Company gebaut. Deren erstes Schiff dieses Typs war die 1912 abgelieferte Sheaf Arrow der Reederei W.A. Souter aus Newcastle. Insgesamt baute die Werft sieben Schiffe des Typs. Insgesamt wurden 28 Ayre-Ballard-Arch deck steamer gebaut. Das Interesse der Reedereien an diesem Typ hielt noch bis in den Zweiten Weltkrieg an.